# József Kelemen kölni hercegérsek
József Kelemen Kajetán bajor herceg, németül: Joseph Clemens Kajetan von Bayern, (München, 1671. december 5. – Bonn, 1723. november 12.) a Wittelsbach-házból származó bajor herceg, II. Miksa Emánuel választófejedelem öccse. 1688–tól haláláig Köln hercegérseke, és választófejedelme (Fürsterzbischof von Köln), a kölni fejedelemség világi birtokosa (Landesherr des Erzstifts Köln), továbbá Liège, Regensburg, Freising és Hildesheim püspökfejedelme (Fürstbischof). Köln hercegérsekévé történő kinevezését 1688-ban I. Lipót császár és XI. Ince pápa vitte keresztül, keresztezve XIV. Lajos francia király érdekeit, ez az esemény a pfalzi örökösödési háború egyik közvetlen kiváltó oka lett. A spanyol örökösödési háború során 1701-ben bátyjának, II. Miksa Emánuelnek példáját követve szembefordult a császárral és átállt a franciák oldalára. Bajorország 1704-es veresége után birodalmi átokkal sújtották. Franciaországba menekült. A rastatti és badeni békeszerződések megkötése nyomán 1715-ben visszahelyezték egyházi és világi méltóságaiba.

## Élete

### Származása, testvérei
József Kelemen bajor választófejedelmi herceg (Kurprinz von Bayern) 1671-ben született Münchenben, szüleinek hetedik gyermekeként. Édesapja a Wittelsbach-házból való Ferdinánd Mária bajor választófejedelem (1636–1679) volt, I. Miksa bajor választófejedelem (1573–1651) és Mária Anna osztrák főhercegnő (1610–1665) fia, II. Ferdinánd német-római császár unokája.
Édesanyja Henrietta Adelheid savoyai hercegnő (Adelaide Enrichetta di Savoia, 1636–1676) volt, I. Viktor Amadé savoyai herceg (1587–1637) és Krisztina Mária francia királyi hercegnő (1606–1663) leánya, IV. Henrik francia király unokája, XIII. Lajos király unokahúga.
Szülei házasságból nyolc gyermek született, de csak négyen – a fiútestvérek közül csak ketten – érték meg a felnőttkort:
- Mária Anna Krisztina Viktória (1660–1690), aki 1680-ban Châlons-sur-Marne-ban feleségül ment Lajos francia királyi herceghez (1661–1711), XIV. Lajos legidősebb fiához, a „Nagy Trónörököshöz” (le Grand Dauphin).
- Miksa Emánuel Mária Kajetán (1662–1726), II. Miksa Emánuel néven Bajorország választófejelme.
- Lujza Margit Antónia (1663–1665), kisgyermekként meghalt.
- Lajos Amadé Viktor (*/† 1665), kisgyermekként meghalt.
- Egy halva született fiú (*/† 1666).
- Kajetán Mária Ferenc (*/† 1670), születésekor meghalt.
- József Kelemen Kajetán (1671–1723), 1688–tól Köln hercegérseke, választófejedelem.
- Jolánta (Violante) Beatrix (1673–1731), aki 1689-ben Firenzében feleségül ment Ferdinánd de’ Medici toszkánai trónörökös herceghez (1663–1713), III. Cosimo de’ Medici legidősebb fiához.

József Kelemen egyik nagybátyja a Wittelsbach-ház bajor ágából származó Miksa Henrik kölni hercegérsek és választófejedelem (1621–1688) volt, VI. Albrecht bajor hercegnek, Leuchtenberg őrgrófjának (1584–1666) fia. E rokoni háttér is segítette a fiatalember felemelkedését magas egyházfejedelmi méltóságokba.

### Gyermekei
József Kelemennek 2 gyermeke született, szeretőjétől, Konstanze de Grousselier kisasszonytól (†1724)
- Jean Baptiste Victor de Grosberg-Bavière gróf (1706–1768)[2]
- Antoine Levin de Grosberg-Bavière grófnő (1710–1757).[2]

Egyes források tévesen József Kelemen fiának tartják Emmanuel-François-Joseph de Bavière-t (1695–1747) is, aki Anna Franziska de Louchier vallóniai nemes kisasszonytól (1660 k.–1717) született. Az ő apja valójában József Kelemen bátyja, Miksa Emánuel trónörökös herceg volt, aki később, választófejedelemként törvényesítette is ezt a fiát.

### A püspök-ifjonc
József Kelement szülei és legidősebb bátyja, Miksa Emánuel trónörökös – 1679-től választófejedelem – is már gyermekkorától kezdve papnak szánta, bár ő maga katonai pályára akart menni. 1683-ban, 12 éves korában kapta meg az első papi fokozatot. Koadjutor (azaz utódlási jogú püspök) lett 1683-tól a Regensburgi, 1684-től a Freisingi Püspökségnél, majd 1685-től a Berchtesgadeni Prépostságnál is.
1685-ben elhunyt az unokabátyja, Albrecht Sigismund von Bayern, Freising és Regensburg hercegi rangú püspöke (Fürstbischof). Bár József Kelemen ekkor még kiskorú volt (14 éves), XI. Ince pápa őt nevezte ki az elhunyt püspök utódjává, mindkét méltóságban. József Kelemen ekkor még nem tette le a felsőbb papi fogadalmakat. Mivel bátyjának, Miksa Emánuel választófejedelemnek ekkor még nem voltak utódai, öccse – a korban nem szokatlan módon – kiváró álláspontra helyezkedett: ha bátyja gyermektelen maradna, József Kelemen maga válhatna bátyjának utódjává és örökösévé. 1688-ban, 17 évesen megkapta a berchtesgadeni hercegpréposti méltóságot (Fürstpropst) is.
Ezekben az években – mások mellett – az ő személye is szóba került, mint Erzsébet Sarolta orléans-i hercegnőnek, Chartres kisasszonyának, Orléans-i Fülöp herceg és Pfalzi Erzsébet Sarolta egyetlen leányának, XIV. Lajos unokahúgának lehetséges jövendőbelije. Orléans-i Erzsébet Sarolta azonban visszautasította ezt a jelöltet is, és később, 1698-ban Lipót lotaringiai herceghez ment feleségül.

### Háború a kölni érsekségért
József Kelemen felemelkedését bátyja, II. Miksa Emánuel választófejedelem mozgatta, aki saját nagyhatalmi terveihez feltétlenül biztosítani kívánta, hogy öccse révén a Wittelsbach-ház bajor ága örökölje nagybátyjától, Miksa Henriktől a kölni hercegérseki (egyben választófejedelmi) széket. De váratlan nehézségek merültek fel: a franciabarát Miksa Henrik nem unokaöccseinek, Miksa Emánuelnek és József Kelemennek kedvezett, hanem Franz Egon von Fürstenberg tartománygrófnak (1626–1682), Straßburg püspökének, majd az ő halála után öccsének, Wilhelm Egonnak (1629–1704), aki bátyját követte a straßburgi püspöki székben. Mindketten XIV. Lajos francia király hívei voltak. Köln idős hercegérseke Wilhelm Egon von Fürstenberget – a Kölni Választófejedelemség (Kurköln) politikájának gyakorlati irányítóját – kívánta utódjául. 1688 elején Miksa Henrik elérte, hogy a kölni székeskáptalan (Domkapitel) Fürstenberget koadjutorrá, azaz az érsekfejedelem potenciális utódjává választotta. A döntést segítették a francia udvarból érkező, nagy összegű kenőpénzek. XI. Ince pápa azonban, aki fékezni igyekezett XIV. Lajos befolyásának növekedését, megtagadta beleegyezését.

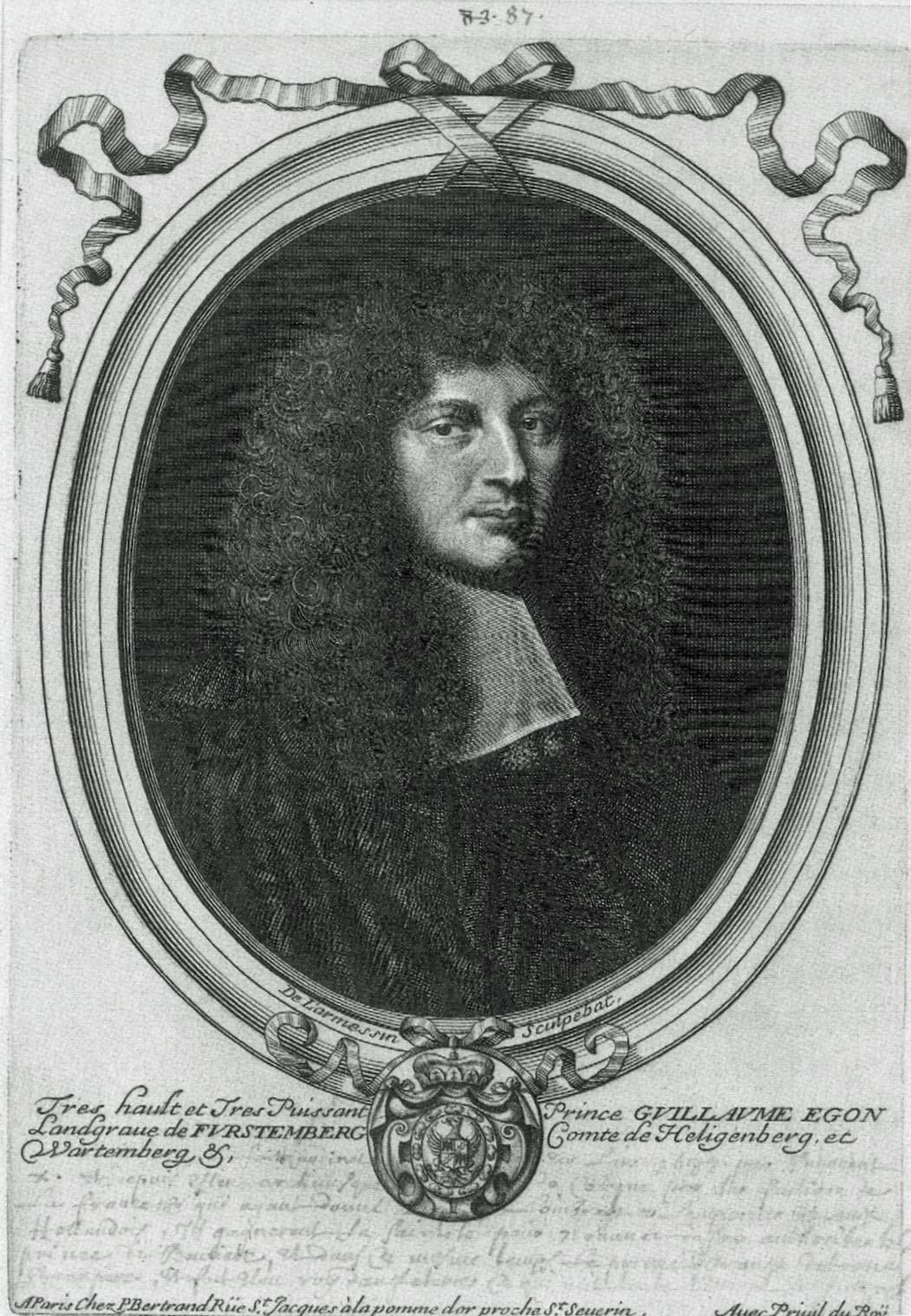
Wilhelm Egon von Fürstenberg tartománygróf, József Kelemen vetélytársa

A pápai jóváhagyás hiánya miatt 1688 júniusában, Miksa Henrik érsek halála után új választást tartottak. Két jelölt indult, Wilhelm Egon von Fürstenberg és József Kelemen bajor herceg. Miksa Emánuel szövetségese, Lipót császár is a Wittelsbach-jelöltet támogatta. A káptalan szavazásra jogosult 24 tagjának többsége Fürstenbergre szavazott (13:9 arányban). Mivel azonban egyik jelölt sem tartozott a kölni székeskáptalanhoz, más püspökségekben viseltek püspöki rangot, a szabályok a választás érvényességéhez kétharmados többséget írtak elő.
A szavazás eredményére hivatkozva Wilhelm Egon von Fürstenberg önmagát Köln megválasztott érsekévé és választófejedelmévé nyilvánította. Vetélytársát megelőzendő, katonái megszállták a fejedelmi székvárost, Bonnt és más fontos stratégiai helyeket. A császár és a birodalmi választófejedelmek gyűlése (Kurfürstenkollegium) Ince pápához fordult, aki 1688. augusztus 26-án érvénytelennek mondta ki az eredményt, és a bajor József Kelement nyilvánította hercegérsekké, figyelmen kívül hagyva a 17 éves herceg kiskorúságát, és a rá leadott szavazatok elégtelen számát is. A pápai döntés hátterében ismét a francia befolyás visszaszorításának szándéka állt. Lipót császár megerősítette a pápa döntését.
XIV. Lajos király azonban nem vette tudomásul jelöltjének elutasítását. Hadsereget küldött Fürstenberg támogatására, erőszakkal beavatkozva a Birodalom belügyeibe. Ez az esemény lett (a pfalzi fejedelmi öröklés mellett) az augsburgi liga háborúját kirobbantó egyik fontos momentum. XIV. Lajos szembekerült Lipót császár 1686-ban megszervezett katonai szövetségével, az augsburgi ligával.
József Kelemen hatalmi igényének érvényesítésére egy császári és egy brandenburgi–németalföldi haderő vonult a kölni fejedelemségbe. A franciákkal vívott háború váltakozó sikerrel folyt, pusztulást hozva a fejedelemség városaira, köztük Bonnra is. 1689-ben francia csapatok lerombolták a brühli vízivárat. A szövetséges csapatok végül felülkerekedtek, Wilhelm Egon von Fürstenberg nemcsak a kölni választófejedelemséget, hanem saját straßburgi érsekségét is elveszítette, és Párizsba, a Saint-Germain-des-Prés-i apátságba vonult vissza.

### Az „álláshalmozó”
Az érseki rezidenciák legtöbbje elpusztult, az újdonsült hercegérsek általában Bajorországban lakott, bár a kölni rendek sérelmezték ezt. József Kelemen még a háború alatt, 1693. május 8-án a München melletti Berg am Laim-ban (amely ún. Hofmark-ként a kölni érsek saját alárendeltségébe tartozott) megalapította a nemesek és közrendűek (egyháziak és világiak) számára egyaránt nyitva álló katolikus Szent Mihály-testvériséget (Erzbruderschaft St. Michael), amely ma is működik. 1693. szeptember 29-én ugyanitt megalapította a Szent Mihály-lovagrendet (Orden vom Heiligen Michael), amelynek tagjai csak katolikus nemesemberek lehettek. (Ez a katonai jellegű lovagrend 1918. november 7-ig, a Bajor Királyság megszűnéséig működött).
Még zajlott a pfalzi háború, amikor 1694-ben József Kelemen megszerezte Hildesheim koadjutori tisztségét is. (A püspöki méltóságot később, 1702-ben örökölte meg). Ugyanebben az évben súlyos viták során megszerezte a Liège-i Püspökséget (Hochstift Lüttich) is. Az új pápa, XII. Ince pápa megerősítette őt e méltóságban, de kifogást emelt a püspöki tisztségek ilyen mértékű halmozása ellen. A pápa követelésére József Kelemen lemondott Regensburg és Freising püspökségeiről. 1695-ben a regensburgi székeskáptalan ismét őt választotta püspökké. József Kelemen Münsterben is székeskáptalani tag (Domherr) volt. A pfalzi háború után megpróbálta megszerezni az itteni püspöki széket is, de a spanyol örökösödési háború kitörése miatt le kellett tennie erről.
József Kelemen hivatalba helyezése után megkezdődött az újjáépítés. A Kölni Érsekség kormányzását az ifjú József Kelemen nevében kancelláriusa, Johann Friedrich Karg von Bebenburg (1648–1719), kiváló diplomata és államférfi intézte. A választófejedelem hatalmának kiszélesítésére tett politikai kísérletei azonban mind a Kölni Érsekségben, mind a Liège-i Püspökségben a székeskáptalanok és a rendek ellenállásába ütköztek, és kudarcot vallottak.
A pfalzi háborút lezáró rijswijki békeszerződésben (1697) XIV. Lajos kötelezte magát, hogy nem avatkozik a Kölni Érsekség ügyeibe. József Kelemen herceget hivatalosan is visszahelyezték jogaiba. Straßburgot a császár átengedte Franciaországnak, Fürstenberg püspök visszakapta ottani méltóságát.

### Kurzusváltás, bukás, menekülés
A rijswijki békekötés után előtérbe került a spanyol Habsburg-trónöröklés ügye. A gyermektelen II. Károly spanyol király örökségét mind I. Lipót, mind XIV. Lajos meg kívánta szerezni. 1698-ban Károly a gyermek József Ferdinánd bajor herceget jelölte utódjául, akinek apja, II. Miksa Emánuel bajor választófejedelem ekkoriban Spanyol-Németalföld királyi kormányzója volt. A hatéves József Ferdinánd azonban 1699. február 6-án váratlanul meghalt. A Wittelsbachok mérgezésre gyanakodtak, a bécsi udvar kezét látták a gyilkosságban. Miksa Emánuel nem mondott le nagyhatalmi terveiről, de a Habsburgok helyett Franciaországgal kötött katonai szövetséget.
József Kelemen mindenben bátyja „vonalát” követte. Bár kölni hercegérseki méltóságát a Lipót császárnak köszönhette, a háború után az érsek kevesellni kezdte a császártól neki érkező pénzügyi támogatást. Franciaországhoz közeledett. XIV. Lajos királytól jelentős összegű pénzsegélyeket kapott, ezek nagy részét a lerombolt érseki kastélyok újjáépítésére költötte. 1701-ben, a háború küszöbén József Kelemen is szövetségesi szerződést kötött XIV. Lajossal. Ugyanebben az évben Miksa Emánuel hazatért Münchenbe, és Franciaország oldalán belépett a spanyol örökösödési háborúba. József Kelemen követte bátyja példáját, a Kölni Választófejedelemség újabb pusztító háborúba sodródott.

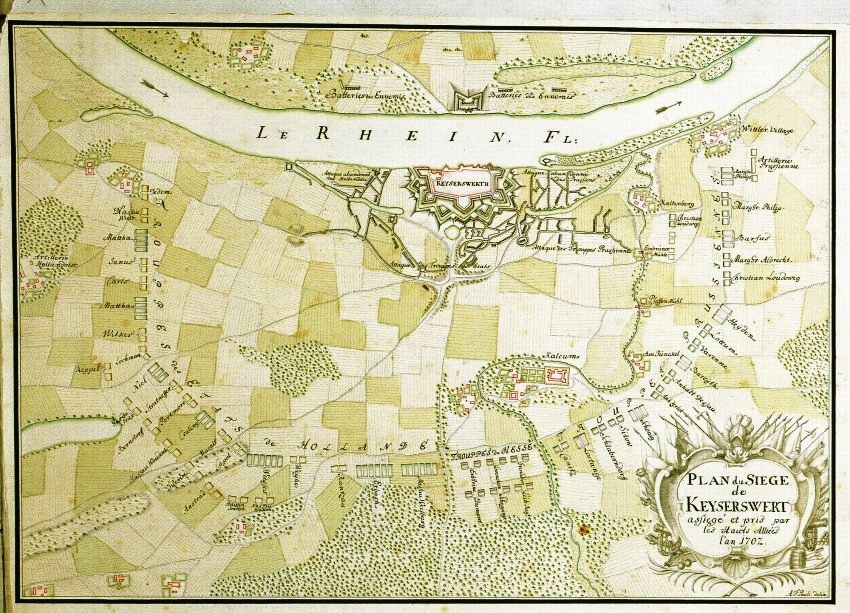
Kaiserwerth ostroma, 1702.

A császári csapatok 1702-ben elfoglalták székvárosát, Bonnt. József Kelemen érsek a francia megszállás alatt álló Namurbe menekült. Érdekes módon ugyanebben az évben megválasztották Hildesheim hercegpüspökévé. 1704-ben Lille-be költözött. 1708-ban az új császár, I. József törvényen kívül helyezte elpártolt szövetségeseit, József Kelement és Miksa Emánuelt, ez birtokvesztéssel járt. 1709-től a háború végéig az érsek Valenciennes-ben élt. Mivel ennek következtében az érseki szék de facto betöltetlen volt (sede vacante), ezekben az években a Kölni Érsekséget és a hozzá tartozó Vesztfáliai Hercegséget a kölni székeskáptalan (Domkapitel) igazgatta, Christian August von Sachsen-Zeitz bíboros, nagyprépost vezetésével. A székeskáptalan tagjainak többsége császárhű érzelmű volt, a tartományi rendekkel egyetértésben határozatban megfosztották József Kelement az érseki tisztségtől. A pápa azonban, egyházjogi előírásokra hivatkozva, nem hagyta jóvá a döntést.
A száműzetés éveiben Cambrai püspöke, François Fénelon meggyőzte József Kelement, hogy tegye meg, amit eddig került: tegye fel a hiányzó egyházi fogadalmakat, és ténylegesen szenteltesse magát pappá, majd püspökké. A herceg, aki hívő ember volt, követte Fénelon tanácsát, de felszentelése sem akadályozta meg abban, hogy viszonyt folytasson Konstanze de Grousselier kisasszonnyal, akitől 1706-ban és 1709-ben gyermekei is születtek.

### Visszatérése a hatalomba

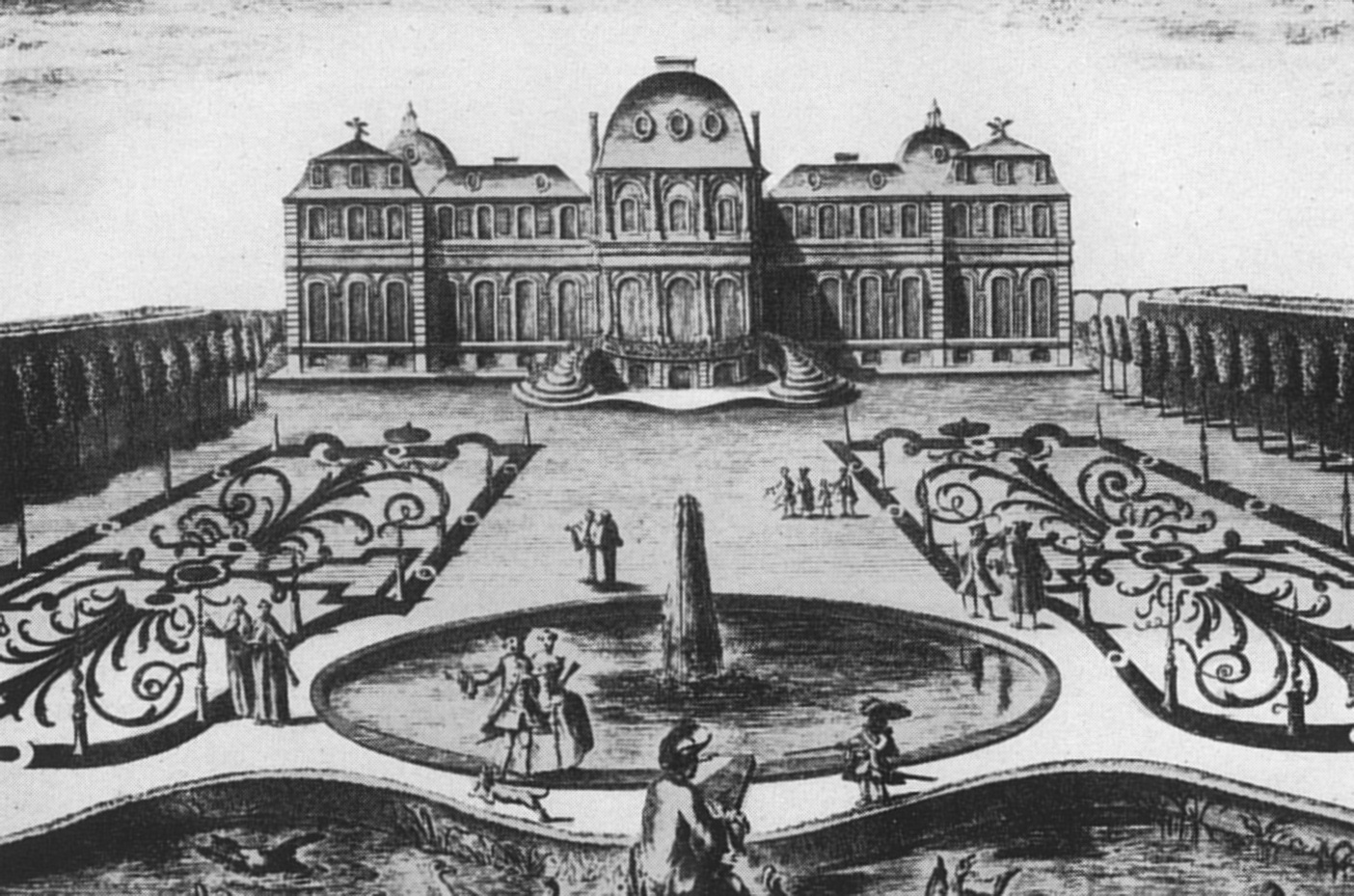
A poppelsdorfi kastély 1760 körül

Az 1714-es badeni és rastatti békeszerződések József Kelement visszahelyezték összes elvesztett méltóságába és birtokaiba. 1715-ben tért vissza Bonnba. Megütközést keltett, hogy magával hozta szeretőjét, Konstanze de Grousselier-t is, de az érsek hivatalos nyilatkozatot tett, hogy püspökké szentelése után már nem folytatott vele testi viszonyt. (Bár bírálói kétségbe vonták ezt, gyermekeinek születési ideje alapján).
A következő békés években József Kelemen a fejedelemség újjáépítésével foglalkozott. A Franciaországban töltött években nagy hatást tett rá a versailles-i udvar. Saját kölni választófejedelmi udvartartását igyekezett annak mintájára felépíteni. Számos művésztől rendelt munkát, műalkotást. Bonn közelében már 1715. augusztus 21-én letették a poppelsdorfi új barokk kastély alapkövét. Az ennek helyén állt gótikus vízivár még az 1583–88-as kölni háborúban pusztult el. Az új kastély lett a rokokó stílus első Rajna-vidéki példája. Építését már József Kelemen unokaöccse és utódja, Kelemen Ágost fejezte be 1740-ben. József Kelemen készíttette el az Augustusburg és Falkenlust kastélyok terveit, a Köln melletti Brühl városában, az 1689-ben lerombolt vár helyére, de ennek felépítése is utódjára maradt. A választófejedelmi udvartartás és az építkezések költségei miatt József Kelemen állandó vitában állt a székeskáptalannal és a rendekkel.
Élénken érdeklődött az irodalom és a zene iránt. Francia nyelven színműveket írt. Nagy létszámú udvari zenekart (Hofkapelle) tartott fenn, udvarában rendszeresek voltak a színházi és operaelőadások, zenei koncertek. Maga is komponált zenedarabokat. Hagyatékának listája 25 oldalon át sorolja zeneműveit.
A pompakedvelő barokk uralkodó nem hanyagolta el egyházfejedelmi kötelezettségeit sem. Fénelon püspök intelmeinek hatására elutasította a janzenizmust. Uralkodásának idején, 1718-ban jelent meg a Kölni Breviárium új kiadása, 1720-ban egy új Kölni Agenda (a liturgikus szertartásrendi eljárások gyűjteménye). Megjegyzendő, hogy az uralkodása idején kibocsátott új Zsidórendelet (Judenordnung) a Kölni Választófejedelemség fennállásáig, 1803-ig hatályban maradt.
Másik fejedelemségében, a Vesztfáliai Hercegségben 1716-ban rendeletileg megtiltotta alattvalóinak, hogy szolgának vagy szolgálóleánynak szegődjenek protestáns vallású gazdákhoz. 1717-ben útépítési rendeletet, 1723-ban rendőrhatósági rendtartást bocsátott ki, korlátozva a városok és a földbirtokosok régi kiváltságait.
József Kelemen, Köln hercegérseke 1723. november 12-én hunyt el Bonnban. Elődeihez hasonlóan őt is a kölni dómban, a Háromkirályok kápolnájának előterében temették el.

## Művei
- Epistola Pastoralis Reverendissimi ac Serenissimi Domini, D. Josephi Clementis Archi-Episcopi Et Principis Electoris Coloniensis ... Ad Clerum, populumque suum Coloniensem, Hildesiensem, Leodiensem & Berchtesgadensem. Noethen, Coloniae 1719 (A Düsseldorfi Egyetemi és Tartományi Könyvtár (online változat)